# Euscelidia zumpti
Euscelidia zumpti är en tvåvingeart som beskrevs av Emile Janssens 1957. Euscelidia zumpti ingår i släktet Euscelidia och familjen rovflugor. Inga underarter finns listade i Catalogue of Life.